# Trap (geología)

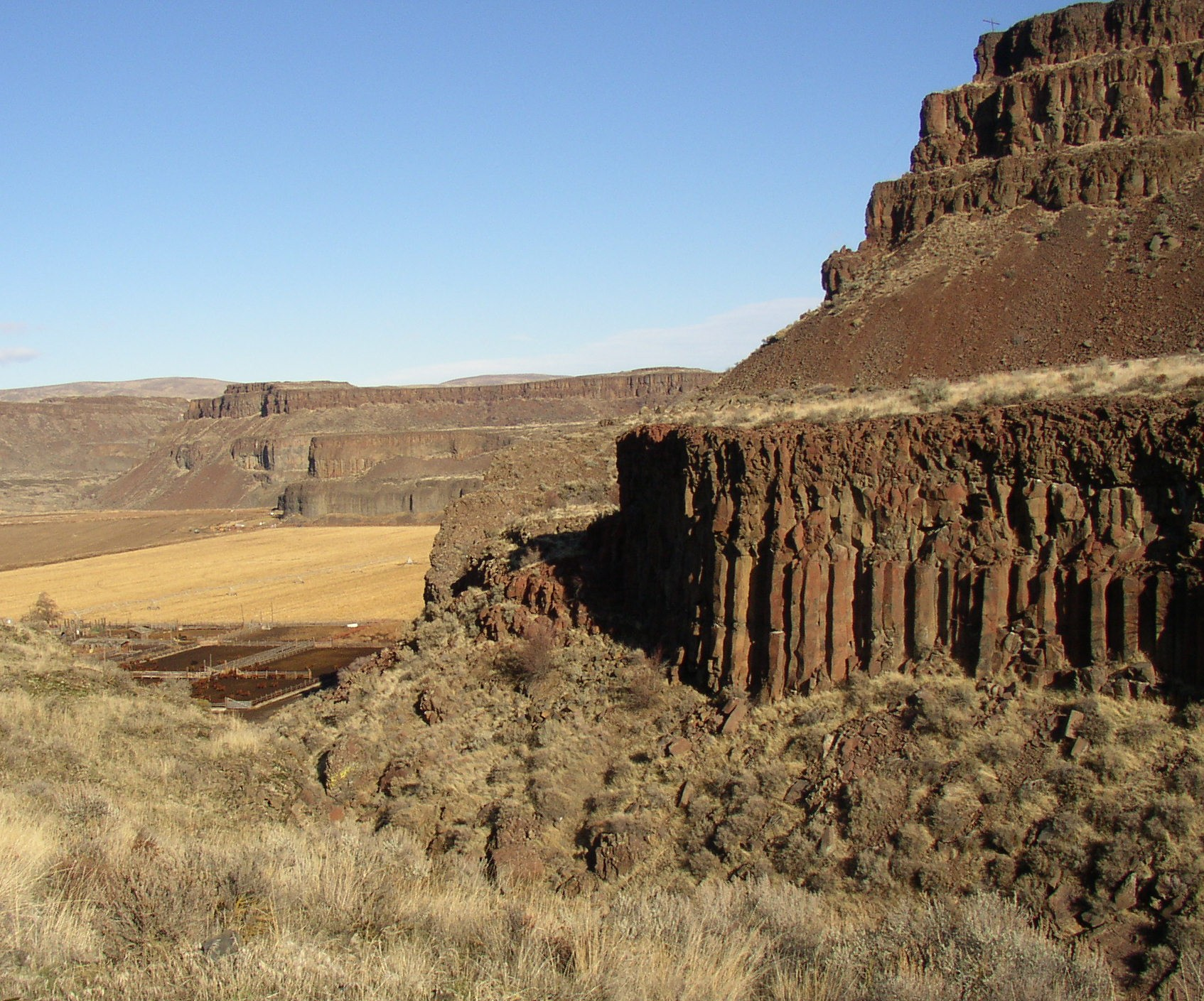
Múltiples coladas de basalto superpuestas en el macizo basáltico del río Columbia (Moses Coulee, Washington, EE. UU.).

En geología, trapp o trap (del sueco trappa, escalera) es una denominación internacional para describir las formaciones de basalto que han fluido como resultado de erupciones volcánicas que inundaron grandes superficies de tierras o fondos oceánicos con lava. También se llaman traps basálticos o inundaciones basálticas (flood basalt).
Este fenómeno ha ocurrido en escala continental en tiempos geológicos generando grandes regiones ígneas con mesetas y cordilleras basálticas. Las erupciones que generaron traps ocurrieron a intervalos variados a través de la historia geológica, y son clara evidencia de que la tierra sufrió periodos de fuerte actividad geológica alternados con otros de relativa calma.
Una explicación para la existencia de los traps es que han sido causados por la combinación de una zona rift, es decir, una región con presencia de fallas geológicas, que implica la existencia de descompresión por fusión, con una pluma del manto que también tiende a la descompresión por fusión, produciendo grandes cantidades de magma de baja viscosidad, motivo por el que fluye inundando extensas regiones, en lugar de generar altos volcanes.
Los traps del Decán de India central, los traps de Siberia y los traps de la cuenca del Paraná en el este de América del Sur son tres regiones cubiertas por basalto desde la prehistoria. Los dos mayores eventos de erupción de basalto en tiempos históricos han sido Eldgjá y Lakagigar, ambos en Islandia. Los mares lunares también son extensas planicies de basalto. Bajo el océano el basalto en el fondo marino forma mesetas basálticas del tipo trap.
La superficie cubierta por una erupción puede variar desde 200 000 km² (Karoo) a 1 500 000 km² (traps siberianos). El espesor puede variar de 2000 m (traps del Decán) a 12 000 m (Lago Superior). El volumen es menor al original debido a la erosión.
El material del trap se originó a profundidades de 100 a 400 km en la astenosfera. Para lograr una fusión tan grande, que expeliera esas cantidades de lava, ha sido necesario un gran aporte de calor. La fusión debió tener lugar cerca de un punto caliente, resultando una mezcla de magma de las profundidades con magma superficial producido por plumas del manto.

## Petrografía

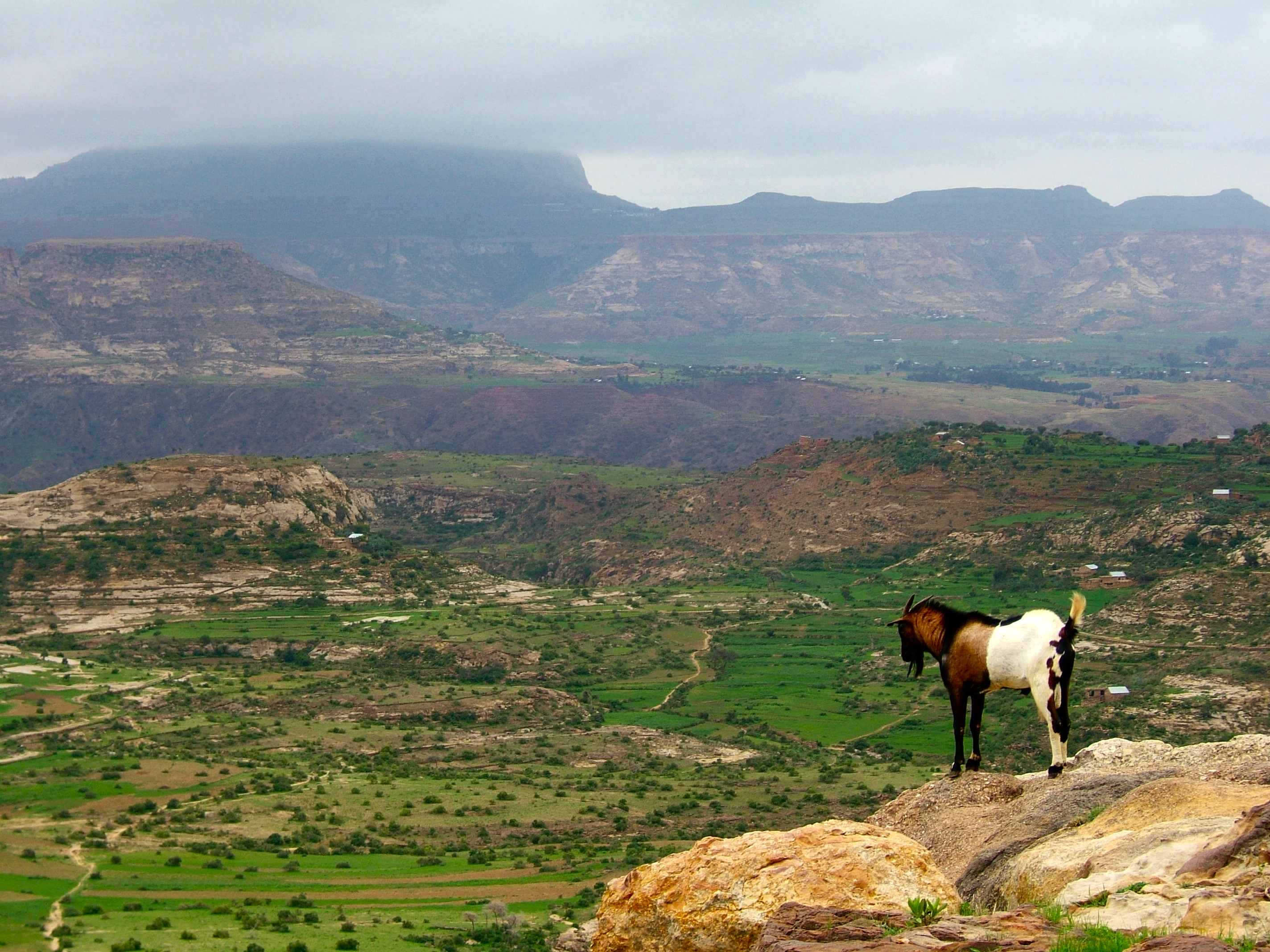
Trap del Macizo etíope.

Los basaltos que forman traps son de composición toleítica y olivínica (de acuerdo a la clasificación de Yoder y Tilley). La composición en el caso de los basaltos del Paraná es típica: fenocristales de piroxeno, augita, pigeonita, cristales opacos como ilmenita, y ocasionalmente algo de olivina. Los fenocristales suponen aproximadamente un 25% del volumen de la roca, mientras que la matriz es de grano fino. Algunas veces pueden observarse en las partes más elevadas de las antiguas cámaras magmáticas pequeñas cantidades de algunos productos volcánicos más diferenciados, como andesitas, dacitas o riodacitas.

## Estructuras
Los basaltos semiaéreos pueden ser de dos tipos:
- Con superficie suave o levemente mezclada, muy compacta, raramente textura vesicular proveniente de burbujas gaseosas. La desgasificación tuvo lugar por las altas temperaturas en la cámara magmática, donde el material se encontraba confinado a alta presión antes de la erupción. La lava fluida puede generar ríos subterráneos: cuando las fracturas por degasificación y conductos están presentes, grandes flujos de lava pueden alcanzar la superficie.[8]
- Con una superficie caótica: el basalto es muy rico en burbujas de gas, presentando superficies irregulares y fragmentadas. La desgasificación fue difícil, por tratarse de magma más denso expelido de una falla, sin posibilidad de expansión progresiva en la cámara magmática. La desgasificación tiene lugar más cerca de la superficie, donde el flujo forma una costra que se fragmenta bajo la presión de los gases del sustrato y durante un enfriamiento más rápido.[9][10]

En el Macizo Central en Auvernia hay un buen ejemplo de trap caótico, producido por las erupciones del Puy de la Vache y el Puy de Lassolas. 
En las profundidades la roca ígnea puede cristalizar más lentamente, produciéndose disyunción columnar.

## Geoquímica

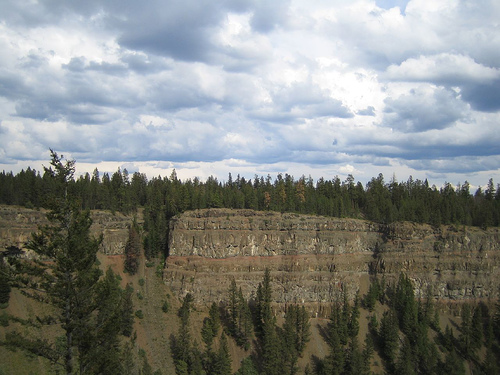
Sucesión de múltiples coladas de basalto en el Grupo Chilcotin, Columbia Británica, Canadá.

El análisis geoquímico de los principales óxidos revela una composición similar a la de las dorsales oceánicas basálticas, pero también similar a las islas basálticas. De hecho se trata de toleíta con cerca de un 50% de Óxido de silicio.
Desde el punto de vista químico, se distinguen dos tipos de trap: 
- Aquellos pobres en P2O5 y TiO2, llamados «LPT» (bajo fósforo y titanio)
- Aquellos ricos en P2O5 y TiO2, llamados «HPT» (alto fósforo y titanio)

Las cantidades de isótopos de 87Sr/86Sr y 206Pb/204Pb son diferentes de lo que se observa en general, demostrando que el magma basáltico se contaminó al pasar por la corteza terrestre. Esta «contaminación» es la que explica la diferencia entre los dos tipos de basalto mencionados arriba. El tipo LPT tiene un exceso de elementos de la corteza, como potasio y estroncio. 
El contenido de elementos incompatibles en los traps es menor que en las islas oceánicas de basalto, pero mayor que en las rocas de las dorsales.

## Cuestiones relacionadas
- El vulcanismo de los traps se ha invocado, junto al impacto de grandes asteroides o cometas, enfermedades o cambios climáticos, como otra posible causa de episodios de extinción masiva en el pasado.[14]
- Los traps del planeta Venus son mucho mayores que los de la Tierra: su estudio puede ayudar a comprender los mecanismos responsables de estos grandes eventos geológicos.[15]
- Sobre la historia del trapp como concepto en geología, véase García-Cruz, C. M. (2018). Aspectos históricos sobre el trapp como concepto geológico. Revista de la Sociedad Geológica de España, vol. 31, Nº 1, pp. 29-34.  pdf